# Kdo přežije: Jeden svět
Kdo přežije: Jeden svět (v anglickém originále Survivor: One World) je dvacátá čtvrtá řada americké reality show Kdo přežije. Natáčela se od srpna do září roku 2011 a premiérově byla vysílána na CBS od 15. února do 13. května 2012. Na českých obrazovkách byla poprvé uvedena na TV Prima od 14. února do 6. března 2017.

## Poloha a doba natáčení
Série se odehrávala na Samoe, konkrétně na ostrově Upolu. Natáčela se od 30. května do 7. července 2011.